# Metal Slug XX
Metal Slug XX (メタルスラッグ XX o Metal Slug Double X ) es una modificación mejorada de Metal Slug 7, publicado en diciembre de 2009 para la Playstation Portable, Xbox Live Arcade con nuevos contenidos, PlayStation 4 y Microsoft Windows (Steam). Esta versión cuenta con contenido adicional así como un modo multijugador.

## Historia
El escuadrón de Halcones Peregrinos (PF Squad), los Ikari Warriors, y los Gorriones (Sparrows), una vez más están en la búsqueda del General Morden y su ejército. Su misión es atrapar al General Morden y evitar sus intentos de otro golpe de Estado contra el gobierno. Sin embargo, tan pronto como Morden es derrotado, un extraño ejército del futuro vino en su ayuda. Ahora, ellos deben hacer frente a Morden, una vez más y esta vez, poner fin a sus planes de una vez por todas.

## Modo de juego
El juego cuenta con siete misiones y tres dificultades: Principiante, Normal y Difícil. Metal Slug XX,cuenta con un modo multijugador mediante conexión Wi-Fi.
Con la dificultad elegida tan solo cambia la velocidad y resistencia de los enemigos conservando sus animaciones y ataques mientras que el resto del juego (escenarios, tiempo, número de misiones y ending no sufren cambios).
El ending es el mismo que en el Metal Slug 7.
Una nueva arma llamada "Thunder Shot" (T) es agregada a este título, así como tres vehículos nuevos: Slug Truck, Slug Gigant y el Heavy Armor.

## Personajes
- Marco Rossi
- Tarma Roving
- Fiolina Germi
- Eri Kasamoto
- Ralf Jones
- Clark Still
- Leona Heidern (Descargable por medio de DLC)

## Características nuevas
- La pantalla no es re-dimensionada, como en la Nintendo DS. Además, el jugador puede seleccionar la relación de aspecto de la pantalla: 
  - 4:3 (proporción de aspecto clásico con bordes diseñados a izquierda y derecha de la pantalla)
  - Wide (pantalla completa)
  - Clara (como "4:3" pero con una pantalla más pequeña para la mejor calidad visual)
- Las tropas rebeldes reutilizan sus efectos de sonido de Metal Slug 6 (PSP solamente).
- Viejos enemigos vuelven a aparecer otra vez, la gente de Marte y los cazadores.
- Cambio en ítems, slugs y la colocación enemigo.
- Multijugador modo mediante el uso de servicios ad hoc y en línea.
- Leona Heidern como personaje descargable (cuesta $0,99).
- Nuevas misiones en el modo escuela de combate.
- Nuevas rutas ocultas: 
  - Misión 1 - allí debe de haber una trampa/agujero antes del Di-Cokka y el barril DANGER. Ir allí y luchar contra los cazadores
  - Misión 5a - cuando llegues al final de la segunda parte de la etapa, dice ir a la derecha. En cambio, ir a la izquierda hasta que encuentres un teletransportador. Entrar en el teletransportador y lucha contra Ovnis y toneladas de soldados.
  - Misión 5b - como misión 5a pero no en el teletransportador. Saltar sobre él. Debes combatir con hordas de gente de Marte allí.